# Национални пут Јапана 314
Национални пут Јапана 314 је Национални пут у Јапану, пут број 314, који спаја градове Фукујама у префектури Хирошима и Унан, у префектури Шимане укупне дужине 142,4 км.